# NGC 3184
NGC 3184 é uma galáxia espiral localizada a aproximadamente vinte e cinco milhões de anos-luz (cerca de 7,66 megaparsecs) de distância na direção da constelação de Ursa Maior. Trata-se de uma galáxia de grande porte com uma magnitude aparente de +9,6, uma declinação de +41° 25' 27" e uma ascensão reta de 10 horas, 18 minutos e 17 segundos.
A galáxia NGC 3184 possui uma notável abundância de metais pesados. Dentro desta galáxia encontram-se as galáxias NGC 3180, NGC 3181 e a supernova 1999gi.